# Жан-Клод Кіллі
Жан-Клод Кіллі  (фр. Jean-Claude Killy, 30 серпня 1943) — французький гірськолижник, олімпійський чемпіон.

## Виступи на Олімпіадах
| Олімпіада     | Дисципліна         | Місце       |
| ------------- | ------------------ | ----------- |
| Інсбрук 1964  | швидкісний спуск   | 42          |
| Інсбрук 1964  | гігантський слалом | 5           |
| Інсбрук 1964  | слалом             | участь r2/2 |
| Гренобль 1968 | швидкісний спуск   | 1           |
| Гренобль 1968 | гігантський слалом | 1           |
| Гренобль 1968 | слалом             | 1           |